# Karel de Crane d'Heysselaer
Carolus Josephus Antonius Joannes (Karel of Charles) de Crane d'Heysselaer (Mechelen, 8 oktober 1794 – aldaar, 9 oktober 1857) was een Belgisch politicus.

## Levensloop
Hij was de zoon van Jean Ferdinand Charles de Crane d'Heysselaer.
De Crane d'Heysselaer werd de eerste burgemeester van Aartselaar na de Belgische onafhankelijkheid, een mandaat dat hij zou uitoefende tot zijn dood in 1857. Hij werd in deze hoedanigheid opgevolgd in april 1858 door Jan Van Royen.
Hij was getrouwd en had acht kinderen. De familie was eigenaar van Kasteel Buerstede, alsook van (de intussen verdwenen) villa Beukenhof te Aartselaar. In deze gemeente is er een straat naar hem vernoemd, met name de De Cranelei.